# ムスリムフレンドリーツーリズム
ムスリムフレンドリーツーリズム（ Muslim Friendly Tourism ）、ハラールツーリズム（ Halal Tourism ）は、宗教ツーリズムの一種。ムスリムの信仰や、ライフスタイルに合ったツーリズムを指す。
具体的には食事面での配慮（豚肉の不使用など）、暦に合わせた旅程、礼拝場所やキブラコンパスの確保など様々な要素がある。

## 日本での動き
日本では『ムスリムが安心して日本を旅行できる環境を目指すツーリズム』と定義される。

### 国家行政機関の働き
2012年12月21日国土交通省・観光庁が主体となり「東南アジアからの訪日促進プロモーション」]が発表された。その中では日本・ASEAN友好協力40周年を契機とした訪日プロモーションを実施する旨が報告され、ムスリムを意識したツーリズムについての言及があった。その後、平成25年2月1日に日本の観光行政としては初めての「ジャパンムスリムツーリズムセミナー」が開催された。このセミナーでは、宿泊施設としては初めてハラール認証を取得した北海道の加森観光、独自にムスリムフレンドリーのもてなしを進める京都の美濃吉らがコメンテーターとしてそれぞれの取組を報告した。
2013年3月観光庁とJNTOは、マレーシアで行われたMATTAフェアーへのプロモーション参加を通じ、訪日旅客獲得のために積極的な取り組みを進めることになった。その際、会場で配られたのが「Japan Travel Guide for Muslim Travelers」というガイドブックであり、この中において使われた言葉が「ムスリムフレンドリー」という言葉だった。
また、国際機関「日本アセアンセンター」は2013年3月以降、日本各地の自治体において「ムスリムフレンドリー」を軸とした、ムスリムの生活様式を解説するセミナーを開催した。同時に2013年よりタイ、マレーシアを含む一部の国が訪日旅行に際し査証免除となり、ASEANのムスリム市場への積極的なアプローチが開始された。

### 地方自治体と民間の働き
長野県白馬五竜観光協会が中心となり、ムスリムフレンドリープロジェクトが行われている。このプロジェクトは2012年秋にはスタートしており、白馬五竜観光協会加盟の周辺のホテル、旅館、ペンションなど20余りの施設が加入し、主にASEANのムスリム市場に対しプロモーションを展開している。
その後、当該市場への国の取り組みにあわせて、沖縄県の公共団体と民間の共同プロジェクト「ムスリムフレンドリー沖縄」や、新横浜ラーメン博物館の「ムスリムフレンドリーメニュー」などが登場した。また2014年には福岡市と福岡モスクが中心となった「福岡市ムスリムフレンドリーレストランガイド」が登場し、大阪でも同様の取組がスタートした。

## 欧州での動き
スペインなどではハラール観光の促進のために世界中の観光業界の代表者を集めて国際的なイベントが開催されている。また、サウジアラビア、アラブ首長国連邦、マレーシアの観光客を対象にリサーチを実施して「イスラム旅行指標 ヨーロッパ 2014」がまとめられた。